# 백완기 (평론가)
백완기(白完基) (1914~1981)는 광주 출신의 문학평론가이다. 본명은 백용기(白龍基), 호는 강정(江庭)이다.
백완기는 광주공립보통학교와 광주중학교를 거쳐 중국 만주의 신경법정대학을 중퇴했다. 1958년에는 한국일보 신춘문예에서 평론 "문예사조의 새로운 방향"으로 등단하였으며, 이후 주로 현대문학지에서 평론을 발표했다. 그는 1951년 김현승과 함께 《신문학》의 창간에 주도적으로 관여하였다. 황순원 등 당대 유명한 작가들이 작품을 투고하였다. 백완기는 광주문화사를 설립하여 문화 사업을 진행했다.  1968년에는 한국문인협회 주최로 열린 전국문인대회에 참석하여 교류를 촉구하는 발표를 했다.